# Khướu mào bụng trắng
Khướu mào bụng trắng (danh pháp hai phần: Erpornis zantholeuca) là một loài chim, theo truyền thống được xếp trong họ Khướu (Timaliidae). Chúng là thành viên duy nhất của chi Erpornis. Loài chim này được tìm thấy tại Bangladesh, Bhutan, Brunei, Campuchia, Trung Quốc, Ấn Độ, Indonesia, Lào, Malaysia, Myanma, Nepal, Singapore, Đài Loan, Thái Lan và Việt Nam. Môi trường sinh sống tự nhiên của loài là các khu rừng ẩm ướt tại miền núi cận nhiệt đới hay nhiệt đới.

## Phân loại
Trước đây người ta xếp nó trong chi Yuhina và khi đó nó là thành viên khác biệt nhất trong "chi" này theo như định nghĩa và giới hạn cận ngành đã lỗi thời của nó. Về mọi phương diện nó không có quan hệ họ hàng gần với họ Khướu (Timaliidae), một họ mà phần lớn các thành viên cũ của chi Yuhina vẫn còn được xếp trong đó. Họ Timaliidae là thành viên của siêu họ Lâm oanh (Sylvioidea) trong cận bộ Sẻ (Passerida), trong khi các dữ liệu nghiên cứu di truyền cho thấy loài này lại là họ hàng gần nhất của các loài trong họ Vireonidae nghĩa hẹp (sensu stricto), một họ thuộc về siêu họ Vàng anh (Orioloidea) của cận bộ Quạ (Corvida).
Về màu sắc, hình dáng, và các tập tính bay nhảy nó rất giống các loài của họ Vireonidae. Tuy nhiên, nó có một mào lông dễ thấy giống như nhiều loài "khướu" của chi Yuhina. Chính điều này cùng với địa sinh học bất thường (họ Timaliidae chủ yếu là chim Cựu thế giới, trong khi họ Vireonidae sensu stricto lại là chim Tân thế giới) là nguyên nhân che lấp đi các mối quan hệ thật sự của loài này trong một thời gian dài.

## Tham khảo

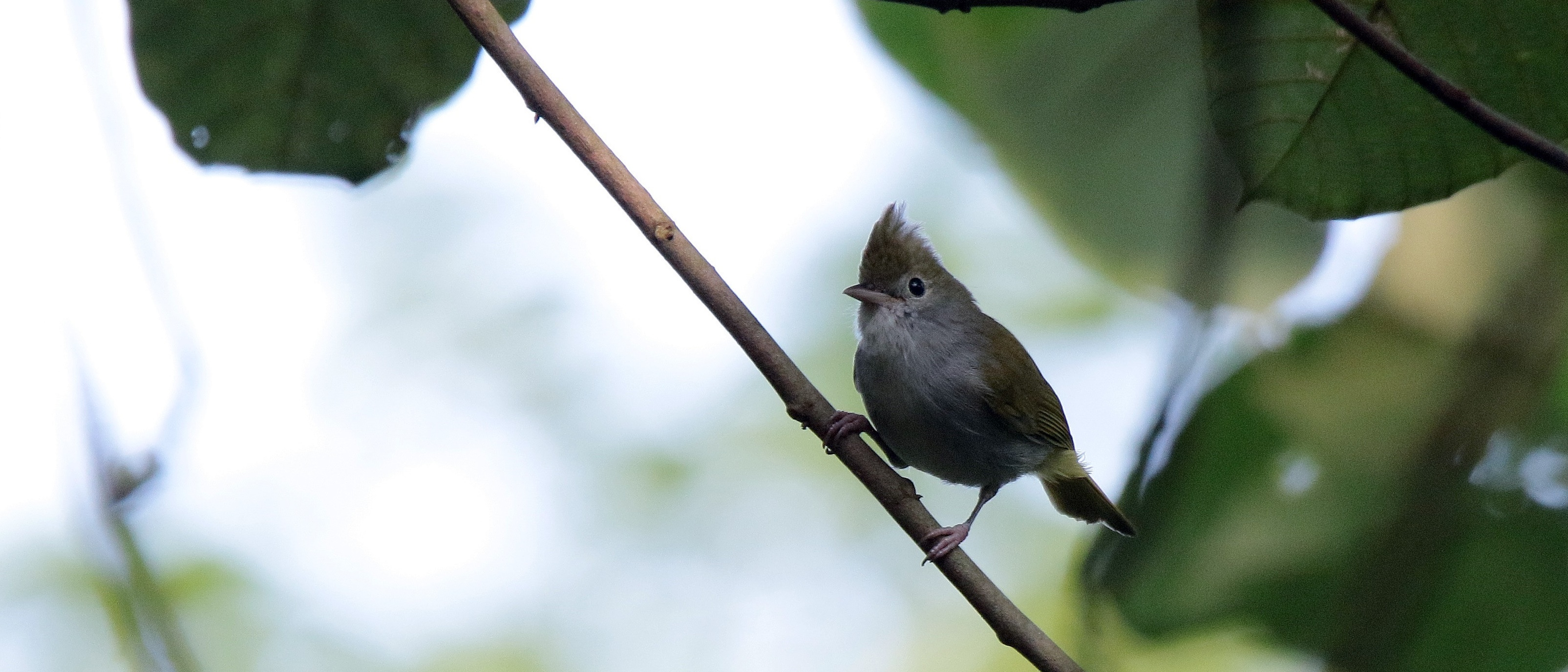
Khướu mào bụng trắng